# Астаф'єв Микола Васильович
Микола Васильович Астаф'єв (нар. 5 серпня 1939, Українська РСР) — радянський футболіст, воротар, тренер.

## Кар'єра гравця
Футбольну кар'єру розпочав 1957 року в аматорському колективі «Торпедо» (Суми). Потім призваний на військову службу, яку проходив у СКФ (Севастополь). Після завершення військової служби 1962 року повернувся до сумського «Авангарду», який з 1960 року виступав на професіональному рівні, а в 1963 році змінив назву на «Спартак». Футбольну кар'єру завершив 1970 року.

## Кар'єра тренера
По завершенні кар'єри гравця розпочав тренерську діяльність. Спочатку працював у тренерськом штабі заводської команди «Фрунзенець» (Суми), яка виступала в чемпіонаті Сумської області з футболу. Тривалий період часу керував командою, привів її до високих досягнень. На початку 1992 року його призначили головним тренером краснопольського клубу «Явір», який очолював разом з Володимиром Богачем до червня 1992 року.